# Cristina Fiore
María Cristina del Valle Fiore Viñuales (Salta, 16 de febrero de 1974) es una abogada, profesora y política argentina. Exsenadora nacional por la provincia de Salta y actual Ministra de Educación, Cultura y Ciencia y Tecnología de la Provincia de Salta.

## Carrera
Egresó como Bachiller en el Colegio de Jesús de Salta en 1991, para comenzar sus estudios de abogacía en la Universidad Católica de su provincia, donde egresó en 2000.
Es profesora adjunta de la Cátedra de Derecho Constitucional en la Carrera de Relaciones Internacionales de la Universidad Católica de Salta.
En 1995 –a los veintiún años-, fue elegida diputada provincial, cargo que ejerció hasta 1999. En 2001 fue elegida concejal por la ciudad de Salta, cargo en que fue reelegida en tres oportunidades hasta 2009, y elegida por sus pares como vicepresidente 1º del Concejo Deliberante desde 2005 hasta 2006. En 2010 fue convocada a conformar el gabinete municipal, desempeñando el cargo de Secretaria de Protección Ciudadana de la Municipalidad de Salta hasta 2011. Ese año, fue elegida diputada nacional, función que desempeñó hasta 2013, cuando fue elegida senadora de la Nación con mandato hasta 2019. El 18 de agosto de 2016, asumió la presidencia del Partido Renovador de Salta.
En 2019, su partido integró una alianza que impulsaba a Alfredo Olmedo como candidato a gobernador. Cristina Fiore fue en las elecciones de ese año candidata a diputada provincial saliendo tercera con un 12,44 % de los votos válidos en las elecciones generales de noviembre y logrando así una banca para ella y otra para Carlos Zapata.
En 2021 no se presentó en las elecciones internas del Partido Renovador de Salta como candidata a presidente sino que fue la primera candidata a convencional por capital. Apoyó la elección de Esteban Ivetich por el oficialismo "PARES" pero perdieron la interna contra el "Movimiento de Recuperación Renovadora" de Jorge Oscar Folloni.
En enero de 2023 Fiore se suma al nuevo frente llamado Avancemos conformado con el dirigente kirchnerista Emiliano Estrada, el olmedista Carlos Zapata y el independiente Felipe Biella. Dicho armado planteaba que superaba a la grieta y que se centraban en las coincidencias y no en las diferencias, con esa lógica logró aglutinar varios dirigentes de ideologías variadas como Martín Grande, exiliado del PRO tras su pelea con Inés Liendo y Martín Pugliese, "Kitty" Blanco del Partido de la Cultura, la Educación y el Trabajo referenciado en Jorge Guaymás y el director del PAMI en Salta, Ignacio González.
En el cierre de listas de ese año Fiore tenía todo acordado para encabezar la lista de diputados del partido Salta Somos Todos pero cuando Paula Benavides desarmó el frente debido a la muchas listas que había, Fiore se negó a ser la candidata del Partido de la Victoria, renunciando así a la posibilidad de ser candidata pero también retirando su apoyo al frente Avancemos.
Posteriormente acordó con el gobernador de Salta y rompió el bloque de Ahora Patria en Diputados y conformó su propio monobloque hasta la finalización de su mandato. Luego de eso Gustavo la convoca para reemplazar a Matías Cánepa al frente del ministerio de educación jurando en el nuevo cargo el 10 de diciembre de 2023.